# Settsu, Ōsaka
Settsu (tiếng Nhật: 摂津市) là một thành phố thuộc tỉnh Ōsaka, Nhật Bản.